# Dialekt holenderski
Dialekt holenderski – dialekt języka niderlandzkiego używany w prowincjach Holandia Północna i Holandia Południowa.